# Samantha Kinghorn

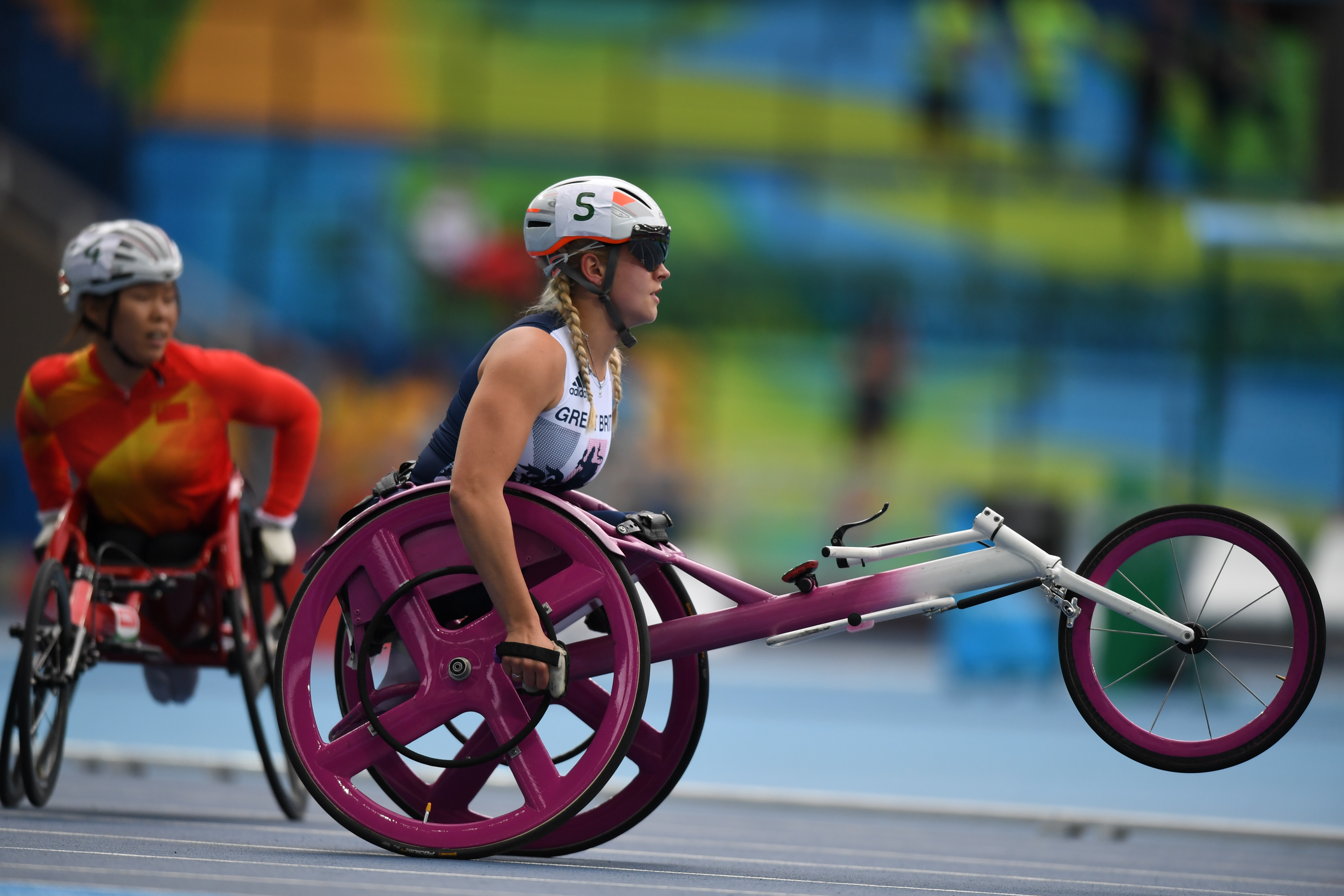
Samantha Kinghorn beim 100-m-Sprint, Sommer-Paralympics 2016

Samantha May „Sammi“ Kinghorn, OBE (geboren am 6. Januar 1996 in Schottland) ist eine britische Leichtathletin. Sie war seit 2014 bei mehreren paralympischen Europa- und Weltmeisterschaften als Rennrollstuhlfahrerin in den Sprintdisziplinen der Klasse T53 erfolgreich.

## Jugend und Unfall
Samantha Kinghorn wuchs auf einem Bauernhof bei Gordon auf und besuchte im Ort die Grundschule und danach die Earlston High School in Earlston, Scottish Borders. Anfang Dezember 2010 wurde sie beim Schneeräumen auf dem elterlichen Hof von einer abgehenden Dachlawine getroffen und schwer verletzt. Sie verbrachte fünf Monate im Krankenhaus und ist wegen der erlittenen Wirbelsäulenverletzung von der Taille abwärts gelähmt.
Während ihrer Rehabilitation besuchte sie mit ihrer Physiotherapeutin das Stoke Mandeville Hospital, in dem die paralympische Bewegung 1948 ihren Ausgang nahm und das heute eines der weltweit größten Zentren zur Behandlung von Wirbelsäulenverletzungen ist. Dort sollte sie die Gelegenheit zum Ausprobieren verschiedener Sportarten erhalten und entschied sich bald für Rollstuhlrennen. Ausgehend von ihren ersten Befürchtungen, sie könne das Bett nie mehr verlassen, betrachtet sie den Rollstuhl nicht als Schicksal, sondern als Chance. Während sie sich in der Schule als einzige Rollstuhlfahrerin ausgegrenzt fühlte, fand sie sich im Rollstuhlsport in einer Gemeinschaft von Sportlern mit gleichen Voraussetzungen wieder. Kinghorn besucht häufig Schulen und nimmt an anderen Veranstaltungen teil, um für den Behindertensport und die Inklusion zu werben und Menschen mit Behinderungen zu motivieren.

## Sportliche Laufbahn
Kinghorn ist Mitglied des Red Star Athletics Club, eines Behindertensportvereins in Glasgow, und wird von Ian Mirfin trainiert. Aufgrund ihrer Behinderung startet sie bei Wettbewerben in der Klasse T53. Im Oktober 2011 lernte sie bei einer Rollstuhlsportveranstaltung die britische Leichtathletin Tanni Grey-Thompson kennen, die Kinghorn seither unterstützt. Im April 2012, 16 Monate nach ihrem Unfall, startete sie beim London Mini Marathon und belegte in ihrem ersten Wettkampf den zweiten Platz über die 3000-m-Distanz. Noch im selben Jahr nahm sie an zahlreichen weiteren Wettkämpfen Teil, verbesserte die schottischen Rekorde über 100 und 200 Meter und erfüllte die Qualifikationsnorm für die Sommer-Paralympics 2012 in London. Kinghorn und ihre Trainer nahmen jedoch von einer Nachnominierung Abstand.
In den Jahren 2012 und 2013 nahm Kinghorn an einer Vielzahl nationaler Wettbewerbe teil, aber auch im März 2013 am jährlichen Grand Prix des Internationalen Paralympischen Komitees in Dubai, wo sie über 100 m eine Bronzemedaille gewann. Im Mai nahm sie in der Schweiz an den Nationalen Meisterschaften und am Daniela Jutzeler Memorial teil, erreichte aber nur mäßige Platzierungen. 2014 begann für Kinghorn mit einer Siegesserie: Im Februar startete sie in Dubai und wenige Tage später bei den Sharjah International Open jeweils über 100, 200, 400, 800 und 1500 Meter und erkämpfte in allen Wettbewerben die Goldmedaille. Ende Juli startete sie bei den Commonwealth Games 2014 über 1500 Meter in der Klasse T54 und kam auf den fünften Platz. Drei Wochen später gewann sie bei den IPC-Leichtathletik-Europameisterschaften in Swansea die Wettbewerbe über 100, 400 und 800 Meter.
Kinghorn nahm an den Sommer-Paralympics 2016 in Rio de Janeiro teil und wurde Fünfte über 100 m und Sechste über 800 m, dabei verbesserte sie ihren eigenen Europarekord über die 800 Meter um vier Sekunden. Im Finale des Rennens über 400 m wurde sie disqualifiziert. Bei den Leichtathletik-Weltmeisterschaften der Behinderten 2017 in London gewann sie Gold über 100 und 200 m, Bronze über 400 m, und erreichte einen fünften Platz über 800 m. Im Jahr 2018 waren die Commonwealth Games in Gold Coast, Australien der wichtigste Wettbewerb, bei denen sie über 1500 m und die Marathondistanz jeweils vierte Plätze belegte. In den Jahren 2018 und 2019 bestritt Kinghorn vergleichsweise wenige Wettkämpfe, kam aber auf den Sprintdistanzen durchwegs auf einen Medaillenrang. Im November 2019 gewann sie bei den Leichtathletik-Weltmeisterschaften der Behinderten 2019 in Dubai eine Bronzemedaille über die 100 m.
2025 wurde sie zum Officer des Order of the British Empire (OBE) ernannt.